# محمد بخاري بن عثمان بن فودي
محمد بخاري بن عثمان بن فودي (1785-1840) كان عالمًا إسلاميًا وشاعرًا مشهورًا وكان أول أمير لطمبول [الإنجليزية]. كان محمد بخاري قائدًا عسكريًّا مُهمًّا شارك وقاد العديد من الحملات العسكرية في حرب الفولاني.

## الحياة المبكرة
وُلِد محمد بخاري في ديجل [الإنجليزية]، وهي بلدة صغيرة في مملكة جوبير [الإنجليزية] الهوسية. كان والده عثمان دان فوديو عالمًا إسلاميًّا وواعظًا بارزًا من عشيرة الفولاني في تورودبي [الإنجليزية]. والدته عائشة تنتمي إلى عائلة ذات تقليد طويل في مجال العلم. ودرس محمد على يد والده، وعلى يد عمه عبد الله. ولأنه نشأ في بيت عبد الله، فقد كرّس محمد جزءًا كبيرًا من حياته لعمه. ومن بين أساتذته الآخرين المصطفى بن محمد الترودي، كاتب عثمان، ووالد العالم الصكتو عبد القادر دان طفا. 

## الحياة
كان بخاري أحد القادة الثمانية لحرب سوكوتو. شارك في حملات في المنطقة الجنوبية من خلافة سوكوتو، بما في ذلك نُوبي [الإنجليزية]، إلى جانب ابن عمه محمد واني، نجل عبد الله. وكان له أيضًا دور فعال في حملات غواندو، التي كانت تهدف إلى تهدئة المنطقة. في عام 1805، انضم محمد إلى قوات عبد الله في حملة ضد مملكة الهاوسا في كيبي [الإنجليزية]. بعد سقوط بيرنين كيبي [الإنجليزية]، فر الساركين كيبي، محمد هودي، من العاصمة. ومع ذلك، في عام 1816، شن هودي مقاومة شرسة ضد الخلافة من معاقله في كيمبا، وأوجي [الإنجليزية]، وأرجونجو [الإنجليزية]، والتي انتهت في نهاية المطاف في عام 1826 عندما قُتل على يد محمد بخاري. 
وبعد الانتصار في الحرب في عام 1808، عيّن عثمان دان فوديو شقيقه عبد الله حاكمًا للمناطق الغربية والجنوبية من الخلافة. وقد أوكل عبد الله إلى بخاري مهمة الإشراف على المناطق الجنوبية لإمارته. وفي هذه الفترة أسس بخاري إقطاعية تمباول [الإنجليزية] التي نمت لتصبح المعقل الرئيس في المناطق الجنوبية من الخلافة، بعد غواندو. ومع ذلك، فقد تراجعت أهمية الإقطاع في عهد الخليفة أبي بكر عتيق [الإنجليزية] (1837-1842). ابتداءً من عام 1812، تم تكليف بخاري أيضًا بإدارة نُوبي [الإنجليزية] بعد تقاعد عبد الله من الشؤون الحكومية.
في كانون الثاني 1818، اندلعت ثورة شرسة في كالامبينا، وهي بلدة قريبة من غواندو. وكان المتمردون من أتباع عبد السلام [الإنجليزية]، الذي تمرد أيضًا ضد الخلافة قبل شهر. استمرت ثورة كالامباينا لمدة عامين حتى نجحت قوة مشتركة بقيادة الخليفة محمد بيلو، وأتيكو، وبخاري، وواني في الاستيلاء على المدينة. أدى النصر في كالامباينا إلى توحيد غواندو وسوكوتو، اللذين كانا قد شهدا بعض العداوة بعد تجاوز عبد الله لصالح بيلو لخلافة عثمان في منصب ساركين مسلمي [الإنجليزية] في عام 1817.
في عام 1836، واجهت إمارة إيلورين [الإنجليزية] هجومًا من قوة مشتركة من أويو وبورجو [الإنجليزية]. قاد بخاري، إلى جانب شقيقه محمد سامبو، جيشًا يتكون من قوات من كل من سوكوتو وغواندو للمساعدة في الدفاع عن إيلورين [الإنجليزية]. على الرغم من أن قوات أويو-بورغو نجحت في البداية في دفع جيش بخاري إلى إيلورين، إلا أن معنوياتهم انهارت بعد مقتل ساركين بورجو، إلى جانب العديد من الشخصيات المهمة الأخرى في أويو وبورغو، في المعركة، مما سمح لقوات سوكوتو-جواندو بالدفاع عن المدينة بنجاح. أدى الصراع أيضًا إلى وفاة آخر علافن الأويوي [الإنجليزية]، مما أدى في النهاية إلى سقوط إمبراطورية اليوروبا.
بعد وفاة بيلو في عام 1837، لم يكن هناك خليفة واضح لأنه رفض تسمية واحد. وكان البخاري وأخوه الأكبر أبو بكر العتيق من أبرز المرشحين. وبعد مداولات طويلة، اختار مجلس الناخبين أتيكو خليفةً جديدًا. وعلى الرغم من السجل العسكري المتميز الذي يتمتع به بخاري (وخاصة نجاحاته في إيلورين في العام السابق)، وسمعته كشاعر، فقد تم تجاهله. يقترح البعض أن هذا كان بسبب قصائد الغزل الخاصة به، في حين يعتقد البعض الآخر أن ذلك كان بسبب تعرضه لإصابة في ساقه بعد سقوطه من حصانه، مما أدى إلى كسر ساقه في لحظة حرجة، مما جعله غير لائق لمنصبه.

## الكتابات
كان محمد عالمًا وشاعرًا مشهورًا كُتب باللغة العربية الفصحى. اليوم، لا يزال هناك عشرون من قصائده محفوظة في أنحاء نيجيريا. كان معروفًا أيضًا بقصائد الغزل المثيرة للجدل. 